# Ken Curtis
Ken Curtis, född Curtis Wain Gates den 2 juli 1916 i Lamar, Colorado, död 28 april 1991 i Fresno, Kalifornien, var en amerikansk skådespelare. Curtis spelade sheriffbiträdet Festus Haggen i nära 300 avsnitt av serien Krutrök. Han medverkade även i många andra serier och filmer med västerntema.

## Filmografi, urval
- 1955 – Nattpermission
- 1956 – Förföljaren
- 1957 – Hennes vilda man
- 1958 – Det sista hurraropet
- 1959 – De tappras väg
- 1959 – Krutrök (TV-serie) (1959-1973, fast roll från 1964)
- 1961 – Två red tillsammans
- 1964 – Indianerna
- 1973 – Robin Hood (röst)
- 1983 – The Yellow Rose (TV-serie)